# Maraces femoralis
Maraces femoralis är en stekelart som först beskrevs av Cameron 1907.  Maraces femoralis ingår i släktet Maraces och familjen brokparasitsteklar. Inga underarter finns listade i Catalogue of Life.